# كوزموبوت
كوزموبوت هو نموذج أولي لروبوت إعادة التأهيل عن بعد مصمم لعلاج الأطفال ذوي الإعاقات مثل اضطرابات طيف التوحد، ومتلازمة داون، والشلل الدماغي، وخلل العضلات، والخلل الحركي، واضطرابات النمو العصبي، واضطرابات النمو اللغوي.
الروبوت الصغير كوزموبوت مزود بأجهزة استشعار ومحركات وقدرات بصرية، ويتم التحكم فيه باستخدام الهاتف الذكي، وهو أحدث منتجات شركة أنكي لصناعة أجهزة الروبوت ومقرها سان فرانسيسكو التي أنتجت مجموعات ألعاب أوفر درايف الروبوتية لسباقات السيارات. وكوزموبوت ليس أول دمية روبوتية يتم التحكم فيها باستخدام الهاتف الذكي. وهناك منتجات مماثلة متاحة تستخدم في تعليم الأطفال أو لمجرد اللعب أو أداء حيل مثل روبوت "ستار ورز" بي.بي- 8  الذي تنتجه شركة سفيرو ويتم التحكم فيه بالهاتف الذكي. لكن بوريس سوفمان الرئيس التنفيذي لأنكي قال إن معظم الدمى الروبوتية لا تكون مزودة بالقدرة على التعلم مع مرور الوقت. ويتحكم الذكاء الاصطناعي في شخصية كوزمو، إذ أنه يتعلم التعرف على الوجوه المألوفة وممارسة ألعاب مثل كويك تاب التي ينافس فيها لاعبا على مطابقة الألوان.

## روابط خارجية
- أنظمة AT للأطفال
- RERC حول إعادة التأهيل عن بُعد نسخة محفوظة 2006-04-12 على موقع واي باك مشين.